# Кочо Песнаджиев
Кочо Найденов Поснаджиев, известен като Песнаджията, е български революционер и четник на Вътрешната македоно-одринска революционна организация.

## Биография
Кочо Поснаджиев е роден през 1872 година в град Битоля, тогава в Османската империя. Влиза във ВМОРО с Иван Кафеджията, Миалече Лисолаец, Михаил Димев и Начо Дживджанов. След разкритията на Йосифовата афера е арестуван, като е амнистиран през февруари 1903 година. Георги Попхристов си спомня за него:
| „ | ... един много храбър и решителен момък, който беше всецяло предан на делото. Той беше заедно с мене в затвора и след амнистията той бе първият, който нарами пушка и стана четник. Умре си спокойно, понеже си отплати на полицая Саид Ефенди... | “ |

Влиза в четата на Парашкев Цветков, която е обградена от турски аскер на 21 май 1903 година в Могила. Тогава Кочо Песнаджиев загива.